# Kaisheim
Kaisheim er en købstad i Landkreis Donau-Ries i Regierungsbezirk Schwaben i den tyske delstat Bayern, med knap 4.300 indbyggere.

## Geografi
Kaisheim ligger i Planungsregion Augsburg.
Der er følgende landsbyer i kommunen: Altisheim, Bergstetten, Gunzenheim, Hafenreut, Kaisheim, Leitheim, Sulzdorf.